# Megalocystidium wakullum
Megalocystidium wakullum är en svampart som först beskrevs av Burds., Nakasone & G.W. Freeman, och fick sitt nu gällande namn av E. Larss. & K.H. Larss. 2003. Megalocystidium wakullum ingår i släktet Megalocystidium och familjen Stereaceae.   Inga underarter finns listade i Catalogue of Life.